# Erosqueminos
Erosqueminos (Eroschemini) é uma tribo de cerambicídeos da subfamília Lepturinae.

## Gêneros
- Chaodalis Pascoe, 1865
- Eroschema Pascoe, 1859